# Jacques Desoubrie
Jacques Desoubrie né à Luingne (Belgique), le 22 octobre 1922, fusillé le 20 décembre 1949, était un agent de pénétration (V-Mann) de la Geheime Feldpolizei qui dépendait de l’Abwehr. Desoubrie, sous différents noms d'emprunt : Jean Jacques, Pierre Boulain, Jean Masson, Jacques Leman, Capitaine Jacques, infiltrait les filières d'évasion alliées et les réseaux de résistance pour en dénoncer les membres.

## Biographie
Jacques Desoubrie, fils illégitime d'un médecin, naît en Belgique. Il est électricien de formation et vit dans la région de Tourcoing à la frontière franco-belge.
Desoubrie commence ses activités pour l'occupant en effectuant de petites enquêtes ouvertes à la suite de lettres de dénonciation. Il pénètre ensuite le mouvement La Vérité française. Introduit dans le groupe parisien Les Petites ailes (précurseur de Combat), il devient l'homme de confiance de l'un de ses dirigeants, Charles Le Gualès de la Villeneuve, qui l'emploie comme agent de liaison.
En 1942, il infiltre le réseau Hector, ce qui lui permet également d'identifier le « groupe de Compiègne », réseau de résistance créé en 1941 à Compiègne et qui s'était rapproché dès la fin 1941[pas clair] du réseau Hector. Il parvient ainsi à faire arrêter 17 résistants de ce groupe compiégnois le 3 mars 1942. La plupart seront déportés et plusieurs n'en reviendront pas.
Les informations de Jacques Desoubrie et d'Henri Devillers, autre agent de pénétration de la Geheime Feldpolizei, permettent aux polices allemandes de mettre fin aux activités de Combat en zone occupée. Ses informations conduiront également à l'arrestation à Paris le 18 septembre 1943 d'André Grandclément, chef de l'Organisation civile et militaire (OCM) pour tout le Sud-Ouest, en fuite depuis l'arrestation de son épouse. Desoubrie poursuit ses activités jusqu'à la Libération, infligeant de terribles pertes à la Résistance. Les réseaux Comète, Picourt et Hunter, en particulier, payèrent un lourd tribut à la suite de sa trahison.
En avril 1943, Desoubrie propose ses services au réseau Comète en tant que guide sur la ligne Bruxelles-Paris. Desoubrie attire rapidement les soupçons sur lui, en effet, en mai 1943, il est surpris en présence d'un autre traître notoire : Prosper Dezitter. Il est écarté mais reviendra à deux reprises, sous de fausses identités, en janvier et février 1944. Conduisant à l'arrestation à Paris de Jacques Le Grelle qui avait été parachuté depuis Londres pour assurer la coordination du secteur de Paris après l'arrestation de Frédéric De Jongh et à celle de Jean-François Nothomb, chef du réseau depuis l'arrestation d'Andrée De Jongh en janvier 1943. À cette époque, les antennes parisiennes et bruxelloises sont quasiment entièrement démantelées,.
Il participe également en 1943 à l'infiltration du réseau Turma Vengeance, qui vient d'être intégré au mouvement Ceux de la Libération, ce qui permet notamment l'arrestation de plusieurs de leurs cadres en janvier 1944.

### Arrestation et jugement
Après guerre, Jacques Desoubrie, ayant fui en Allemagne, est formellement identifié. Il est arrêté par les troupes américaines à Augsbourg le 10 mars 1947 et remis aux autorités françaises. Après plusieurs jugements, disparates dans leurs condamnations, rendus par contumace par différentes juridictions françaises, l'instruction, après son arrestation, est confiée à la cour de justice de Douai. Par connexité, cette instruction concerne également Maurice Grapin, alias « Henri Crampon », accusé d'avoir été retourné par les Allemands à deux reprises, en 1943 à Marseille et en 1944, à Paris.
Il est établi que Desoubrie a fait arrêter 168 aviateurs tentant de regagner la Grande-Bretagne et a conduit à l'arrestation, la torture et la déportation de plus d'une centaine de résistants.
Ils sont tous deux jugés par la cour de justice de la Seine. Le procès se déroule du 7 au 20 juillet 1949. Jacques Desoubrie est condamné à mort et Maurice Grapin à deux années de service. Condamné à mort pour intelligence avec l'ennemi, il est exécuté au fort de Montrouge à Arcueil le 20 décembre 1949.

## Documentaire
- Michael Dorsey, Gerald Baron, The Lost Airmen of Buchenwald, USA, 2011, documentaire[9].